# Ariadna Oltra
Ariadna Oltra (Barcelona, 15 de marzo de 1979) es periodista y presentadora española de televisión. Actualmente presentadora en algunos programas de Televisió de Catalunya, en su cadena principal TV3.

## Biografía
Licenciada en Periodismo por la Universidad Autónoma de Barcelona, empezó a trabajar en las empresas Localia, Ona Catalana, Canal SET hasta llegar a Televisió de Catalunya.
Presentó Els matins d'estiu, los meses de julio y agosto de 2008, repitiendo los mismos meses del año 2009 y 2010. 
En enero de 2011, comenzó a presentar el Telenoticies (en castellano Telenoticias), debido a la baja laboral temporal por maternidad de Raquel Sans. También ha formado parte del equipo del canal de televisión 3/24, también de la corporación que incluye Televisió de Catalunya.
Presentó el programa matinal de Els matins junto con Josep Cuní. Después de la marcha de este a otra cadena, "8tv", del 5 de septiembre de 2011 al 20 de enero de 2016 presentó el programa junto con Helena García Melero Sus funciones principales en el programa eran las de encargarse del primer bloque, exactamente el que consta del informativo, la entrevista y la tertulia. 
El 16 de diciembre de 2012 presentó el programa especial Marató, dedicado a la lucha contra el cáncer, de la también Televisió de Catalunya.
En octubre de 2013 se anuncia la salida de la periodista del programa Els Matins, donde desde el 24 de abril de 2014 y hasta mayo de 2015 fue la encargada de conducir y subdirigir el  programa de actualidad de periodicidad semanal .CAT en la misma cadena de televisión. Los cambios que la cadena pública catalana inicia en 2015 la llevan a presentar el TN Migdia junto al también periodista Carles Prats